# Busy Bee Starski
David James Parker (né le 26 octobre 1962 à New York), connu sous le nom de scène Busy Bee, est un musicien américain de hip-hop old school, rappeur et DJ. Arrivé sur la scène musicale new-yorkaise en 1977, Busy Bee travaille avec de nombreux pères fondateurs du hip-hop, dont Melle Mel, Afrika Bambaataa et Kool DJ AJ.

## Carrière
Connu pour ses rimes humoristiques, Busy Bee gagne un large public grâce à des batlles de rap/MC à Staten Island, Brooklyn et dans le New Jersey. Il est écrasé par Kool Moe Dee à Harlem World à Manhattan, en décembre 1981, dans l'une des premières batlles de rap documentées. En 1985, il remporte la MC World Supremacy Belt du New Music Seminar. Au début des années 1980, Afrika Bambaataa demande à Busy de rejoindre sa Zulu Nation où le jeune MC devient DJ pour les soirées Zulu Nation de Bambaataa. Busy Bee continue de rapper aujourd'hui, apparaissant plus récemment sur l'album collaboratif Hip Hop Lives de KRS-One et Marley Marl en 2007.
Busy Bee tourne dans le film Wild Style de 1983, réalisé par Charlie Ahern et présenté comme le premier film hip-hop. Plus récemment, il joue son propre rôle dans le drame de 2002, Paid in Full. En 2007, il est présenté dans le documentaire vidéo Hip Hop Legends.
Trente ans après la sortie initiale de la chanson, Robert Rippberger réalise en 2018 le clip officiel de Suicide de Busy Bee, le single issu de son album disque d'or Running Thangs. La vidéo présente un caméo de l'artiste Ice-T.
Il réside actuellement à Las Vegas, Nevada, avec Michelle, sa femme depuis plus de 20 ans. Il a deux filles.

## Discographie
Albums
- 1988 : Running Thangs (Strong City / Uni / MCA Records) - no 48 dans le Top R&B/Hip-Hop Albums
- 1992 : Thank God for Busy Bee (Pandisc Records)